# ويلف مانيون
ويلف مانيون (بالإنجليزية: Wilf Mannion)‏ مواليد 16 مايو 1918 في ميدلزبرة، إنجلترا - الوفاة 14 أبريل 2000 في إنجلترا، هو لاعب كرة قدم إنجليزي كان يلعب مهاجمًا. سبق له أن لعب في كأس العالم لكرة القدم مع منتخب بلاده.

## المسيرة الاحترافية

### أندية لعب لها
- نادي ميدلزبره
- هال سيتي
- كامبريدج يونايتد
- نادي بول تاون

## روابط خارجية
- ويلف مانيون على موقع الاتحاد الدولي (مؤرشف)  (الإنجليزية)
- ويلف مانيون على موقع قاعدة بيانات كرة القدم.إي يو (الإنجليزية)
- ويلف مانيون على موقع ناشيونال فوتبول تيمز (الإنجليزية)